# Энтомологический заказник

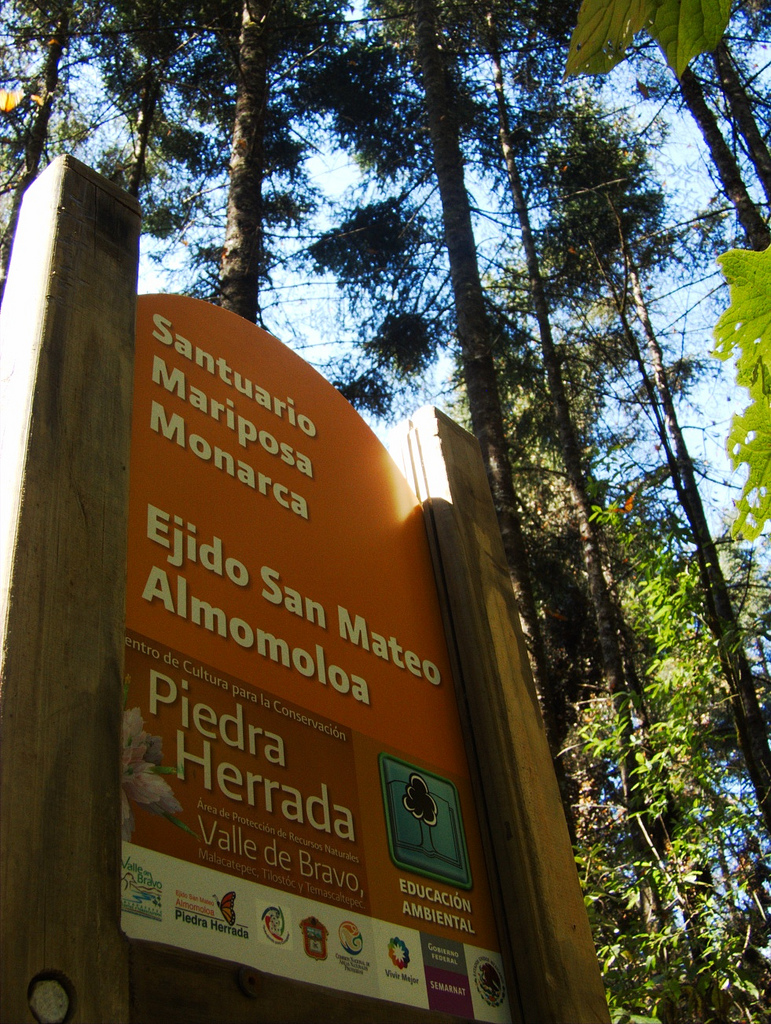
Вход в энтомологический заказник «Биосферный заповедник бабочки Монарх»

Энтомологический заказник — природоохранная территория, которая создается для обеспечения охраны комплексов, мест проживания (биогеоценозов), сохранения редких, исчезающих видов насекомых и других беспозвоночных животных.
На территории заказников ограничена или запрещена деятельность, противоречащая целям и задачам, предусмотренным положением о них. Хозяйственная, научная и иная деятельность, которая не противоречит целям и задачам заказников, проводится с соблюдением общих требований к охране окружающей природной среды. Владельцы или пользователи земельных участков, водных и других природных объектов, объявленных заказниками, обязуются обеспечить режим их охраны и сохранения.
Одним из крупнейших и наиболее известных энтомологических заказников является «Биосферный заповедник бабочки Монарх».